# Lennard Kämna

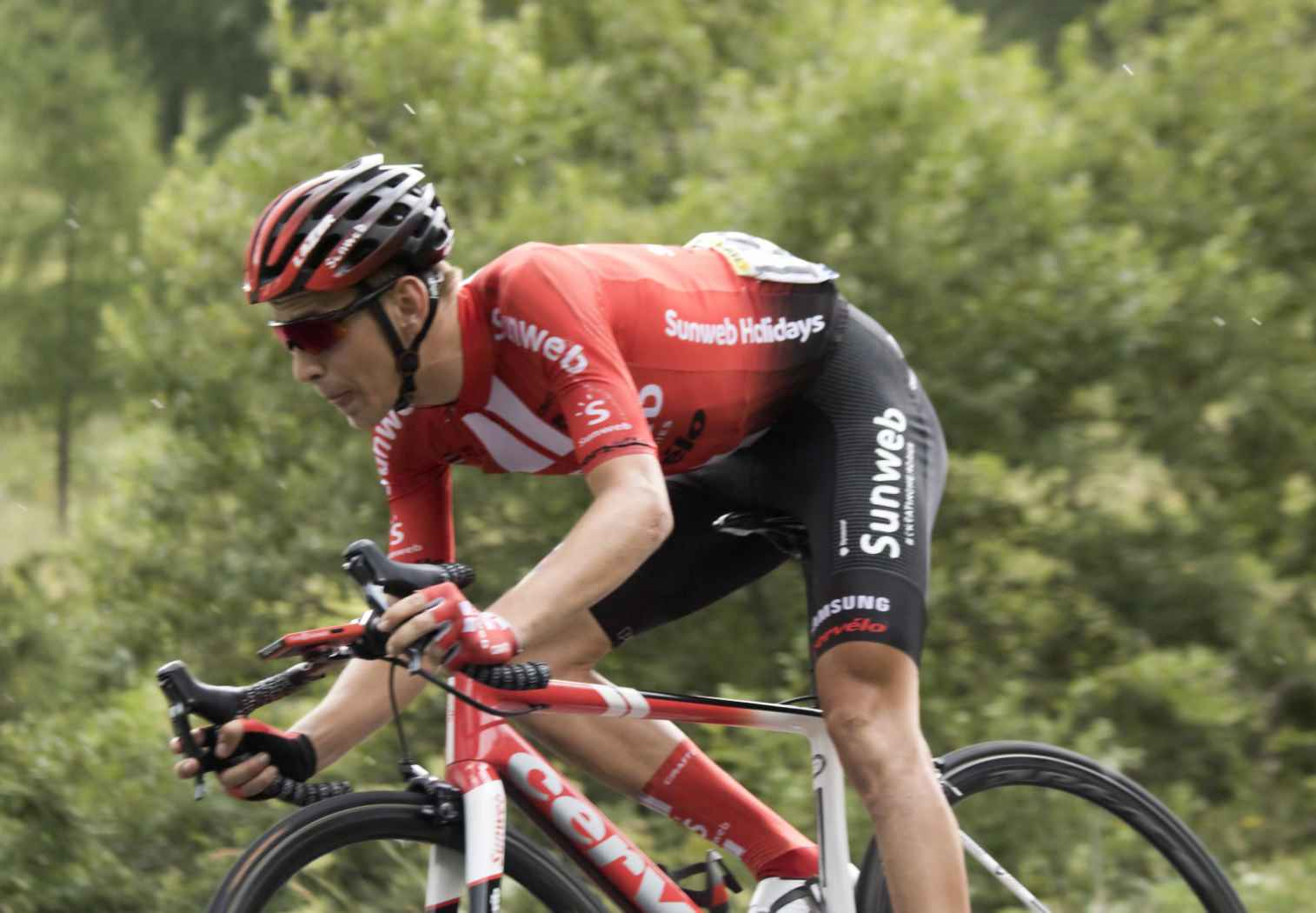
Kämna bei der Tour de France 2019

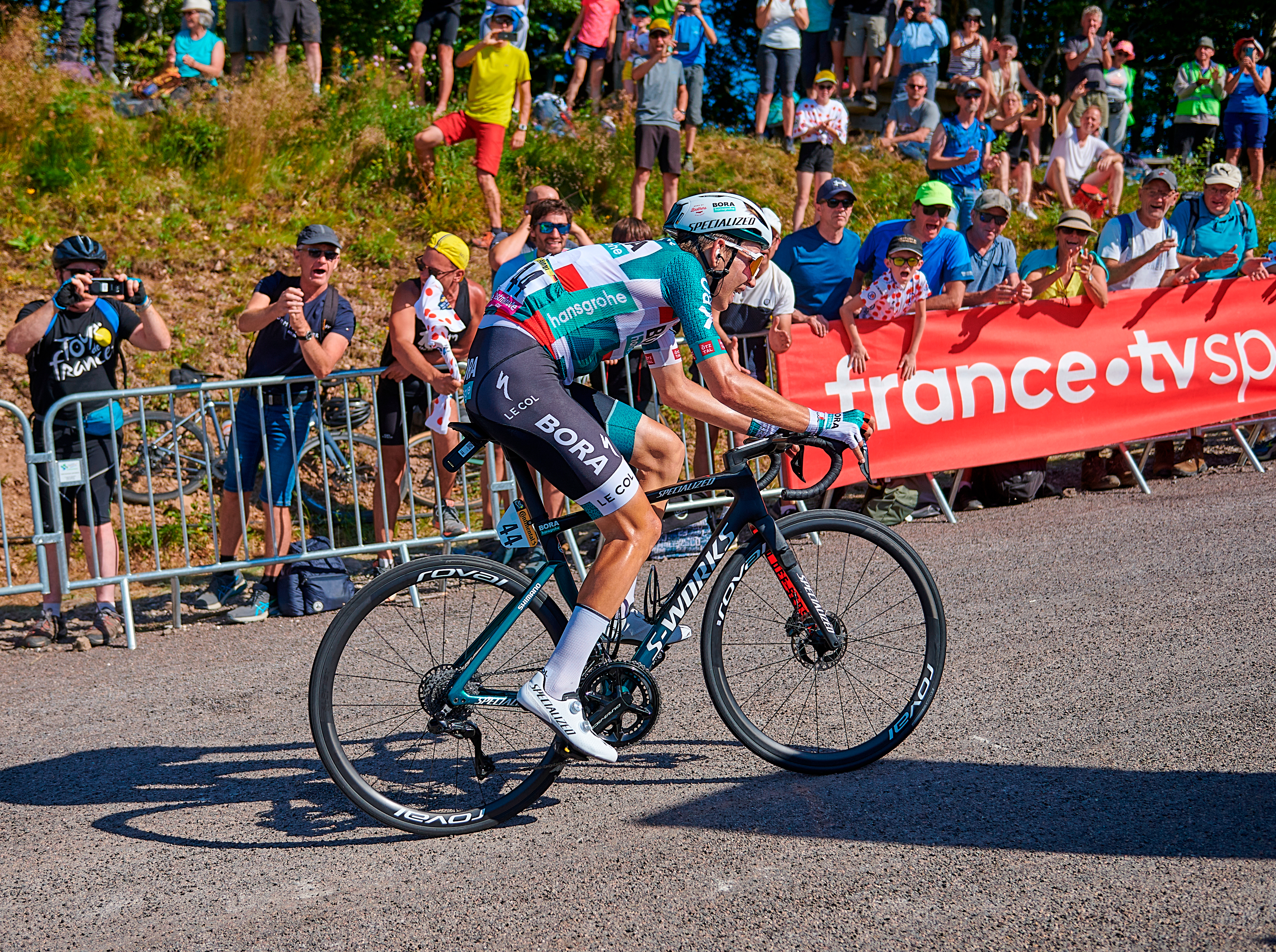
Lennard Kämna bei 7. Etappe der Tour de France 2022

Lennard Kämna (* 9. September 1996 in Wedel) ist ein deutscher Radrennfahrer.

## Sportliche Laufbahn

### Als Junior
Lennard Kämna wuchs in Fischerhude im Landkreis Verden auf und begann mit elf Jahren mit dem Radsport. Er war Mitglied im Verein RRG Bremen. Ab dem Alter von 13 Jahren besuchte er die Lausitzer Sportschule in Cottbus.
2013 wurde Kämna Zweiter der Gesamtwertung der Internationalen 3-Etappen-Rundfahrt in Frankfurt am Main. Im Jahr darauf gewann er eine Etappe der Istrien-Rundfahrt und wurde Zweiter der Gesamtwertung sowie Vierter der Internationalen Friedensfahrt für Junioren. Zudem entschied er eine Etappe der Trofeo Karlsberg für sich und belegte Rang drei in deren Gesamtwertung.
2014 wurde Kämna im schweizerischen Nyon Europameister der Junioren im Einzelzeitfahren. Noch in derselben Woche errang er den nationalen Zeitfahrtitel der Junioren. Zudem entschied er die Junioren-Wertung der Rad-Bundesliga für sich. Im selben Jahr gewann er die Goldmedaille bei der Weltmeisterschaft im Einzelzeitfahren der Junioren.

### Stölting
Im Herbst 2014 wurde bekannt, dass Kämna für das Jahr 2015 zu dem in Gelsenkirchen angesiedelten Team Stölting wechseln wird. Diese Nachricht führte zu heftigen Diskussionen in Cottbus und dem brandenburgischen Radsportverband, da man versäumte habe, den Fahrer in Brandenburg zu halten und ihn in das LKT Team Brandenburg zu integrieren.
Kämna wurde 2015 deutscher U23-Meister im Einzelzeitfahren und U23-Titelträger bei den Deutschen Bergmeisterschaften. Er gewann die Gesamtwertung der U23-Rad-Bundesliga. Im September 2016 errang Lennard Kämna bei den Straßen-Europameisterschaften den Titel des Zeitfahr-Europameisters in der Kategorie U23.

### Sunweb
Zur Saison 2017 wechselte Kämna zum UCI WorldTeam Sunweb und war mit 20 Jahren der jüngste Fahrer, der bis dahin an der UCI WorldTour teilnahm. Er startete erstmals bei einer großen Rundfahrt, der Vuelta a España 2017. Beim Einzelzeitfahren der 16. Etappe belegte er Platz acht, musste aber die Rundfahrt anschließend wegen Knieproblemen aufgeben. Wenige Wochen später wurde er gemeinsam mit den Fahrern des Teams Sunweb Weltmeister im Mannschaftszeitfahren. Im Straßenrennen der U23-Klasse errang er im Zweiersprint hinter seinem Mitausreißer Benoît Cosnefroy die Silbermedaille.
In der Saison 2018 konnte Kämna an seine Erfolge bedingt durch Erkrankungen nicht mehr anknüpfen und bestritt nach Mailand–Sanremo keine Rennen mehr, bevor er und sein Team im Juni bekanntgaben, dass er als Vorsichtsmaßnahme eine Rennpause einlege. Er kehrte im August bei der Dänemark-Rundfahrt in die Wettkämpfe zurück und belegte dort den 17. Gesamtrang. Bei den Straßenweltmeisterschaften im selben Jahr wurde er 14. im Einzelzeitfahren der U23.
2019 startete Lennard Kämna erstmals bei der Tour de France und wurde 40. in der Gesamtwertung. Nach Ausreißversuchen auf Bergetappen wurde er Sechster der 15. und Vierter der 18. Etappe.

### Red Bull – BORA – hansgrohe
2020 wechselte Kämna zum Team Red Bull – BORA – hansgrohe. Im August des Jahres gewann er eine Etappe des Critérium du Dauphiné und belegte in der Gesamtwertung Rang acht. Bei der Tour de France 2020 belegte er auf der Bergankunft der 13. Etappe Rang zwei hinter Daniel Martinez, der ihn im Schlussspurt schlug. Auf der ebenfalls bergigen 16. Etappe startete Kämna einen neuen Versuch: Er gehörte zu einer Gruppe von insgesamt fünf Ausreißern mit dem Deutschen Simon Geschke, dem Italiener Matteo Trentin, dem Franzosen Julian Alaphilippe, mehrfacher Tour-Etappen-Sieger, und dem Ecuadorianer Richard Carapaz, Gewinner des Giro d’Italia 2019. 27 Kilometer vor dem Ziel attackierte Carapaz, und Kämna gelang es als einzigem, ihm zu folgen. 400 Meter vor der Montée de Saint-Nizier-du-Moucherotte setzte sich Kämna von Carapaz ab, um die Etappe in einer 20 Kilometer langen Solofahrt siegreich zu beenden. Kämna beendete die Tour auf Rang 33 der Gesamtwertung, in der Nachwuchswertung belegte er Platz fünf.
Ende Mai 2021 legte Kämna aufgrund mentaler Probleme eine mehrmonatige Rennpause ein, aus der er sich im Oktober des Jahres zurückmeldete. Er habe die Pause genutzt, um neue Interessen neben dem Radsport zu entwickeln und mehr Zeit mit Freunden und Familie zu verbringen – das habe er in den vergangenen Jahren verpasst und sein Leben „falsch gelebt“. Beim Mountainbike-Rennen Cape Epic in Südafrika gab Kämna im Oktober 2021 sein Comeback und belegte gemeinsam mit Ben Zwiehoff Platz 21.
Im Frühjahr 2022 gewann Kämna jeweils als Solist aus einer Ausreißergruppe heraus eine Etappe der Andalusien-Rundfahrt und der Tour of the Alps. Beim Giro d’Italia 2022 gewann Kämna die vierte Etappe mit Ziel am Südhang des Ätna. Aus einer großen Ausreißergruppe heraus fuhr er zu Juan Pedro López auf und besiegte diesen im Zielsprint. Dazu eroberte Kämna an diesem Tag auch das Trikot des Führenden in der Bergwertung. Im Juni 2022 sicherte er sich im Sauerland bei den Straßenradmeisterschaften erstmals den Titel als deutscher Zeitfahrmeister.
Bei der anschließenden Tour de France 2022 verpasste Kämna auf der 7. Etappe nur knapp seinen nächsten Etappensieg und wurde wenige Meter vor dem Ziel noch abgefangen. Auf der Bergankunft der 10. Etappe war er abermals Teil einer Fluchtgruppe und verpasste die Übernahme des Gelben Trikots lediglich um 11 Sekunden. Bei Tirreno-Adriatico belegte er im Auftaktzeifahren den zweiten Platz, konnte auf der vierten Etappe das Führungstrikot erobern und belegte den vierten Platz der Gesamtwertung. Bei der Tour of the Alps gewann er die Bergankunft der dritten Etappe.
Kämna startete beim Giro d’Italia 2023 erstmals mit dem Ziel bei einer Grand Tour  einen vorderen Gesamtwertungsplatz zu belegen. Nach Ausscheiden des Co-Kapitäns Alexander Wlassow übernahm er die alleinige Führungsrolle und wurde Gesamtneunter. Bei der Vuelta a España 2023 gewann er aus einer achtköpfigen Spitzengruppe heraus die Bergankunft der 9. Etappe.
Im April 2024 hielt sich Kämna zur Vorbereitung seines Starts beim Giro d’Italia 2024 zum Training auf Teneriffa auf. Dort wurde er von einem Auto angefahren, das auf der falschen Fahrspur unterwegs war. Er erlitt ein schweres Thoraxtrauma mit Rippen-Frakturen sowie eine Lungenprellung. Er konnte das Krankenhaus auf Teneriffa erst nach vier Wochen verlassen und nach Deutschland zurückkehren, um dort weiterbehandelt zu werden. Zum Saisonende 2024 wird Lennard Kämna Red Bull – BORA – hansgrohe verlassen, „... weil sich der Bergspezialist bereits ‚für etwas anderes‘ entschieden habe.“

### Lidl-Trek
Im Sommer 2024 wurde bekanntgegeben, dass Kämna für die Zeit ab der Saison 2025 bei Lidl-Trek unter Vertrag genommen wurde.

## Ehrungen
- 2014 Junioren-Radsportler des Jahres
- 2020 Radsportler des Jahres

## Erfolge
2014
- eine Etappe Istrien-Rundfahrt
- eine Etappe Trofeo Karlsberg
- Gesamtwertung und eine Etappe GP Rüebliland
- Europameister – Einzelzeitfahren (Junioren)
- Deutscher Meister – Einzelzeitfahren (Junioren)
- Weltmeister – Einzelzeitfahren (Junioren)

2015
- Deutscher Meister – Einzelzeitfahren (U23)
- eine Etappe Giro della Valle d’Aosta
- Deutscher Meister – Berg (U23)
- Gesamtwertung Rad-Bundesliga U23
- Weltmeisterschaft – Einzelzeitfahren (U23)

2016
- Nachwuchswertung Circuit des Ardennes
- Europameister (U23) – Einzelzeitfahren

2017
- Hammer Chase Hammer Sportzone Limburg
- Weltmeister – Mannschaftszeitfahren
- U23-Weltmeisterschaft – Straßenrennen

2020
- eine Etappe Critérium du Dauphiné
- eine Etappe Tour de France

2021
- eine Etappe Katalonien-Rundfahrt

2022
- eine Etappe Vuelta a Andalucia
- eine Etappe Tour of the Alps
- eine Etappe Giro d’Italia
- Deutscher Meister – Einzelzeitfahren

2023
- eine Etappe Tour of the Alps
- eine Etappe Vuelta a España

## Grand-Tour-Platzierungen
| Grand Tour            | 2017 | 2018 | 2019 | 2020 | 2021 | 2022 | 2023 | 2024 |
| --------------------- | ---- | ---- | ---- | ---- | ---- | ---- | ---- | ---- |
| Giro d’ItaliaGiro     | –    | –    | –    | –    | –    | 19   | 9    | –    |
| Tour de FranceTour    | –    | –    | 40   | 33   | –    | DNF  | –    | –    |
| Vuelta a EspañaVuelta | DNF  | –    | –    | –    | –    | –    | 30   | –    |